# Tkon
Tkon (italsky Tuconio) je vesnice, přímořské letovisko a sídlo stejnojmenné opčiny v Chorvatsku v Zadarské župě. Spolu s opčinou Pašman je jednou ze dvou opčin na ostrově Pašman. V roce 2011 zde trvale žilo 663 obyvatel, což činí Tkon největším sídlem na ostrově Pašman. Naproti Tkonu se nachází město Biograd na Moru. Opčina Tkon do roku 2021 zahrnovala pouze jednu vesnici, poté od ní byla odtržena vesnice Ugrinić s 86 obyvateli.
Jedinou sousední vesnicí je Kraj, Tkon je však trajektově spojen s městem Biograd na Moru na pevnině. Nejdůležitější dopravní komunikací je silnice D110.

## Rodáci
- Ante Gotovina, chorvatský generál ve výslužbě. Narodil se a vyrůstal ve Tkonu. Je čestným občanem.